# ستاره پوله
ستاره پوله (به لهستانی:  Stare Pole) یک روستا در لهستان است که در گمینا ستاره پوله واقع شده‌است. ستاره پوله ۱٬۸۳۴ نفر جمعیت دارد.